# Chenopodium vulvaria
Chenopodium vulvaria es un especie de planta herbácea perteneciente a la familia Amaranthaceae. 

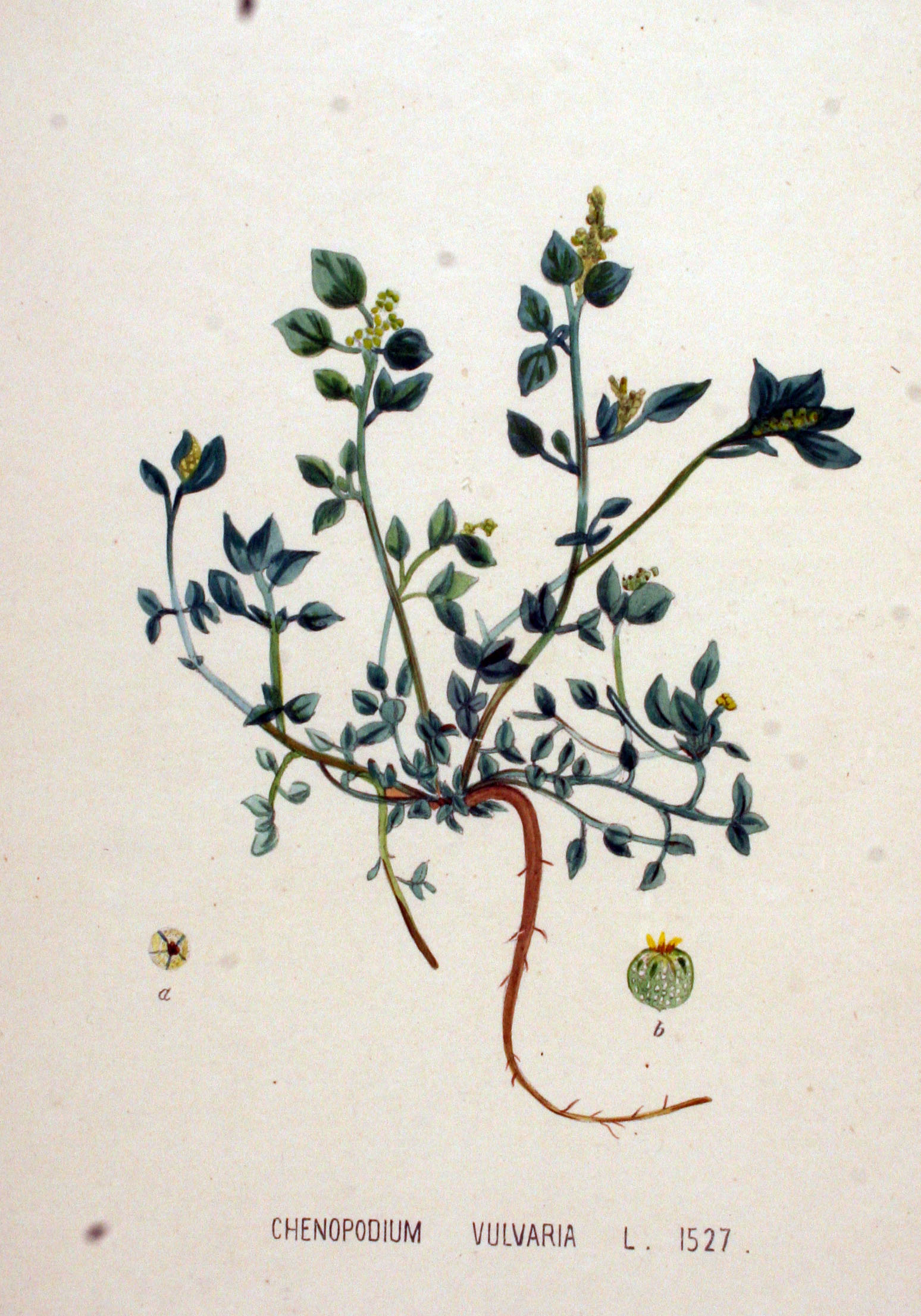
Ilustración

## Descripción
Es una planta herbácea de ciclo anual que encontraremos en lugares removidos, a menudo en los solares de las ciudades; el carácter más claro para reconocerlo es su mal olor y que queda pegada en los dedos después de tocarlo. También es llamada hierba sardinera.

## Hábitat
Es nativa de la región del Mediterráneo occidental y en España en Alicante, Barcelona, Castellón, Gerona, Huesca, Islas Baleares, Lérida, Tarragona y Valencia donde es común en los márgenes de campos y caminos.

## Propiedades
Indicaciones: se usa como emenagogo, antiespasmódico, antihelmíntico, depurativo, antirreumático.

## Taxonomía
Chenopodium vulvaria fue descrita por  Carlos Linneo y publicado en Species Plantarum 1: 220. 1753.
Etimología
Chenopodium: nombre genérico que deriva de la particular forma de las hojas similares a las patas de ganso: del griego "chen" = (ganso) y "pous" = (pie) o "podion" = (pie pequeño).
El epíteto específico proviene del término latino "vulvarius" ( "genitales femeninos"), en referencia al olor a pescado triturado de sus hojas.
Sinonimia
- Ambrina graveolens Moq.
- Anserina foetida (Lam.) Montandon
- Atriplex vulvaria (L.) Garsault
- Atriplex vulvularia (L.) Crantz
- Botrydium schraderi Spach
- Chenopodium effusum M.Martens & Galeotti
- Chenopodium foetidum Lam.
- Chenopodium graveolens Lag. & Rodr.
- Chenopodium olidum Curtis
- Chenopodium quercifolium Moq.
- Chenopodium trilobatum Moq.
- Chenopodium vulvaria var. microphyllum Moq.
- Vulvaria vulgaris Bubani[4]

## Nombres comunes
- Castellano: abadejo podrido, agea hedionda, ajea hedionda, biengranada, cenizo, cenizo hediondo, hagea hedionda, hediondilla, hierba sardinera, meaperros, mea perros, mea-perros, quenopodio, sardinera, sardineta, vulvaria, yerbajo jejondo, yerbajo jeyondo, pestazo criminal.[5]